# Cliff Richard
Sir Cliff Richard (rojen kot Harry Rodger Webb ), OBE, angleški glasbenik, * 14. oktober 1940.
Richard je dosegel višek popularnosti na britanski glasbeni sceni konec petdesetih in v začetku šestdesetih let, aktiven ustvarjalec pa ostaja vse do danes. V svoji karieri je prodal več kot 260 milijonov albumov.